# San Dimas (Kalifornia)
San Dimas város az USA Kalifornia államában, Los Angeles megyében. Lakosainak száma 34 924 fő (2020. április 1.).

## Népesség
A település népességének változása:
| Lakosok száma | 33 371 | 34 924 | 15 692 |
|               | 2010   | 2020   | 2023   |

## A város nevezetes szülöttei
- Ewell Blackwell, baseball játékos, Cincinnati Reds
- Shannan Click, modell
- Jamie Dantzscher, tornász, a 2000-es olimpiai csapat tagja
- Christian Jimenez, labdarúgó, Real Salt Lake
- Ian Johnson, amerikai futball játékos
- Lela Lee,  színész
- Alex Morgan, világbajnoki női labdarúgó
- Chris Pettit, baseball játékos, Los Angeles Dodgers
- Jeremy Reed, baseball játékos, New York Mets
- Peter Lambert, baseball játékos, Colorado Rockies
- Jerry Voorhis, politikus